# Депортиво Гечо
«Депортиво Гечо» (исп. Club Deportivo Getxo) — испанский, баскский футбольный клуб, базирующийся в одноимённом городе в Стране Басков. «Клуб Депортиво Гечо» является второй командой приморского городка Гечо и ранее назывался «Клуб Депортиво Гуечо» (Club Deportivo Guecho).
Так же как в большинстве баскских спортивных клубов, за команду играют исключительно футболисты баскского происхождения. За всю историю существования команда не поднималась из низших лиг.

## История
Клуб основан в 1927 году в районе Альгорта приморского городка Гечо. Основан во времени расцвета баскского футбола, в частности главной команды города «Аренас Клуб Гечо» (Arenas Club de Guecho). За
всю историю клуб не смог пробиться выше 3 уровня баскского футбола. Хотя имел на своём счету несколько местных трофеев и участие в любительских турнирах. В Кубке Испании выбывала на первых стадиях, однажды имел одну громкую победу над «Севильей» в 1978 году.
Домашние матчи играет на стадионе де Фадура (Campo de Fútbol de Fadura), вмещающем 3500 зрителей. Цвета клуба чёрно-жёлтые.

## Игроки
Клуб известен как кузница молодых талантов, через клуб прошло немало баскских футболистов, среди них были и известные игроки, позже выступавшие за национальную сборную Испании на мировых или европейских первенствах. Среди игроков выступавших за клуб можно отметить следующих:
- Артече, Хосе Луис
- Вильяр, Анхель Мария
- Гонсалес, Нандо
- Магуреги, Хосе Мария
- Эчеберрия, Луис Мария